# تروتین

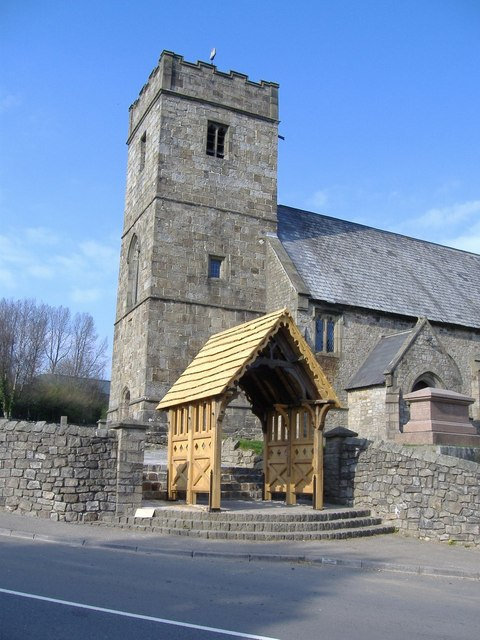
منطقه مسکونی تروتین

تروتین (به انگلیسی: Trevethin) یک منطقهٔ مسکونی در بریتانیا است که در تورواین واقع شده‌است. تروتین ۴٫۹۸ کیلومتر مربع مساحت و ۵٬۱۴۷ نفر جمعیت دارد.